# Duncan (Oklahoma)
Duncan és una ciutat dels Estats Units a l'estat d'Oklahoma. Segons el cens del 2000 tenia 22.505 habitants.

## Demografia
Segons el cens del 2000, Duncan tenia 22.505 habitants, 9.406 habitatges, i 6.424 famílies. La densitat de població era de 224 habitants per km².
Dels 9.406 habitatges en un 28,8% hi vivien nens de menys de 18 anys, en un 54,6% hi vivien parelles casades, en un 10,4% dones solteres, i en un 31,7% no eren unitats familiars. En el 28,9% dels habitatges hi vivien persones soles el 14,7% de les quals corresponia a persones de 65 anys o més que vivien soles. El nombre mitjà de persones vivint en cada habitatge era de 2,35 i el nombre mitjà de persones que vivien en cada família era de 2,88.
Per edats la població es repartia de la següent manera: un 24,1% tenia menys de 18 anys, un 8,3% entre 18 i 24, un 24,8% entre 25 i 44, un 22,6% de 45 a 60 i un 20,2% 65 anys o més.
L'edat mediana era de 40 anys. Per cada 100 dones de 18 o més anys hi havia 85,3 homes.
La renda mediana per habitatge era de 30.373 $ i la renda mediana per família de 37.080 $. Els homes tenien una renda mediana de 31.173 $ mentre que les dones 19.731 $. La renda per capita de la població era de 17.643 $. Entorn de l'11,7% de les famílies i el 15,4% de la població estaven per davall del llindar de pobresa.

## Poblacions més properes
El següent diagrama mostra les poblacions més properes.